# Gorgonzola (Włochy)
Gorgonzola – miejscowość i gmina we Włoszech, w regionie Lombardia, w prowincji Mediolan. Według danych na rok 2004 gminę zamieszkiwało 17 668 osób, 1766,8 os./km².